# دزد شیطانی
دزد شیطانی (به انگلیسی: Demon Thief) دومین کتاب از مجموعه دیموناتا نوشته‌ی نویسنده ایرلندی دارن شان است. این کتاب حدود بیست یا سی سال قبل از وقایع لرد لاس رخ می‌دهد و شرح حال نوجوانی به نام کرنل فلک را روایت می‌کند که به دنبال برادرش آرت به قلمرو شیاطین پا می‌گذارد.

## داستان
کرنلیوس "کرنل" فلک راوی داستان، از کودکی لکه های نور را در هوا می‌بیند. کرنل گمان می‌کند که این ویژگی را همه دارند ولی وقتی آن را پیش بقیه مطرح می‌کند، دیگران از او دوری می‌کنند چون فکر می‌کنند که او دیوانه است. کرنل روز به روز تنها‌تر و افسرده‌تر می‌شود چون دیگر بچه‌ها او را در جمع خود راه نمی‌دهند. شبی او لکه های نور را کنار هم می‌گذارد و دروازه‌ای به قلمرو ارباب شیطانی لرد لاس باز می‌کند. 
کرنل با کودکی که او را آرت نامگذاری کرده برمی‌گردد و به والدین و خودش می‌قبولاند که این کودک برادرش است. مادر کرنل از آرت خوشش آمده و او را به سرپرستی قبول می‌کند و خانواده‌ی فلک برای یک زندگی کاملاً جدید به روستای پسکینستون مهاجرت می‌کنند. در آن روستا، کرنل دوستانی پیدا می‌کند و سعی می‌کند که با برادرش زندگی خوبی داشته باشد. روزی شیطانی به نام کاداور از طریق یک دروازه به پسکینستون حمله می‌کند و بعد از کشت و کشتاری فراوان آرت را می‌دزدد. کرنل تصمیم می‌گیرد برادرش را نجات دهد برای همین به جهان شیاطین رفته و به محفل مریدان می‌پیوندد تا به همراه نادیا مور، شارمیلا موخرجی و راض وارلو به جادوگر پرقدرتی به نام برانابوس خدمت کند. برانابوس که خود را حامی انسان ها در برابر شیاطین می‌داند وقتی توانایی فوق العاده کرنلیوس در باز کردن دروازه ها را می‌بیند به او پیشنهاد می‌دهد که به گروه او ملحق شود تا بتواند اسلحه مرگبار به نام کا-گاش را پیدا کند. کرنل تنها در صورتی حاضر است کمک کند که برانابوس برادر او را پیدا کند. 
در یکی از مبارزات کرنل و نادیا مجبور به فرار می‌شوند. نادیا که از مبارزه خسته شده فرار می‌کند و کرنل در شهری بزرگ سرگردان می‌شود تا اینکه به درویش گریدی و شارک برمی‌خورد. آنها به کرنل کمک می‌کنند و او با درست کردن یک دروازه پیش برانابوس برمی‌گردد و متوجه می‌شود که راض کشته شده است. برانابوس با کمک کرنل نادیا را به زور برمی‌گرداند و نادیا اظهار می‌کند که از برانابوس متنفر است. برانابوس گمان می‌کند که کاداور می‌تواند سرنخی برای یافتن کا-گاش باشد برای همین کرنل دروازه‌ای به سوی او باز می‌کند و آنها در قلمرو لرد لاس ظاهر می‌شوند.
لرد لاس، که آرت را در اختیار دارد و از مریدان استقبال می‌کند در ازای دادن کاداور به آنها نادیا را به طرز فجیعی می‌کشد. برانابوس که کاداور را گرفته سعی می‌کند آنجا را ترک کند ولی کرنل برای گرفتن برادرش با لرد لاس وارد معامله می‌شود تا در صفحه‌ی شطرنج جادویی دزد شیطانی را پیدا کند. کرنل، درویش و شارک به جهان داخل صفحه می‌روند، در آنجا کرنل با نادیا مواجه می‌شود که زنده است و به لرد لاس خدمت می‌کند. در نهایت کرنل متوجه می‌شود که خودش دزد شیطانی است و آرت همان آرتری بچه‌ی جهنمی است که به لرد لاس خدمت می‌کند. کرنل او را به شکل آرت در آورده و حتی خودش را گول زده که این برادر گم‌شده‌اش است. 
بعد از لو رفتن واقعیت آنها بدون آرت که اصلا وجود خارجی ندارد، از قلمرو لرد لاس خارج می‌شوند. برانابوس سعی دارد کرنل را برای یافتن کا-گاش به خدمت بگیرد ولی کرنل مخالفت کرده و به پسکینستون برمی‌گردد و می‌بیند که از زمان رفتنش پنج الی شش سال است که می‌گذرد. با وجود اینکه او برمی‌گردد ولی والدینش نمی‌توانند حضور او را درک کنند چون بعد از گذشت این سالها هیچ تغییری نکرده و همچنان در قامت یک نوجوان است. در نهایت کرنل می‌فهمد که به جهان آنها تعلق ندارد برای همین پیش جادوگر پیر برمی‌گردد.
در صحنه‌ی انتهایی برانابوس و کرنل به این واقعیت پی می‌برند که کرنلیوس یکی از تکه‌های کا-گاش است.